# Wino palmowe

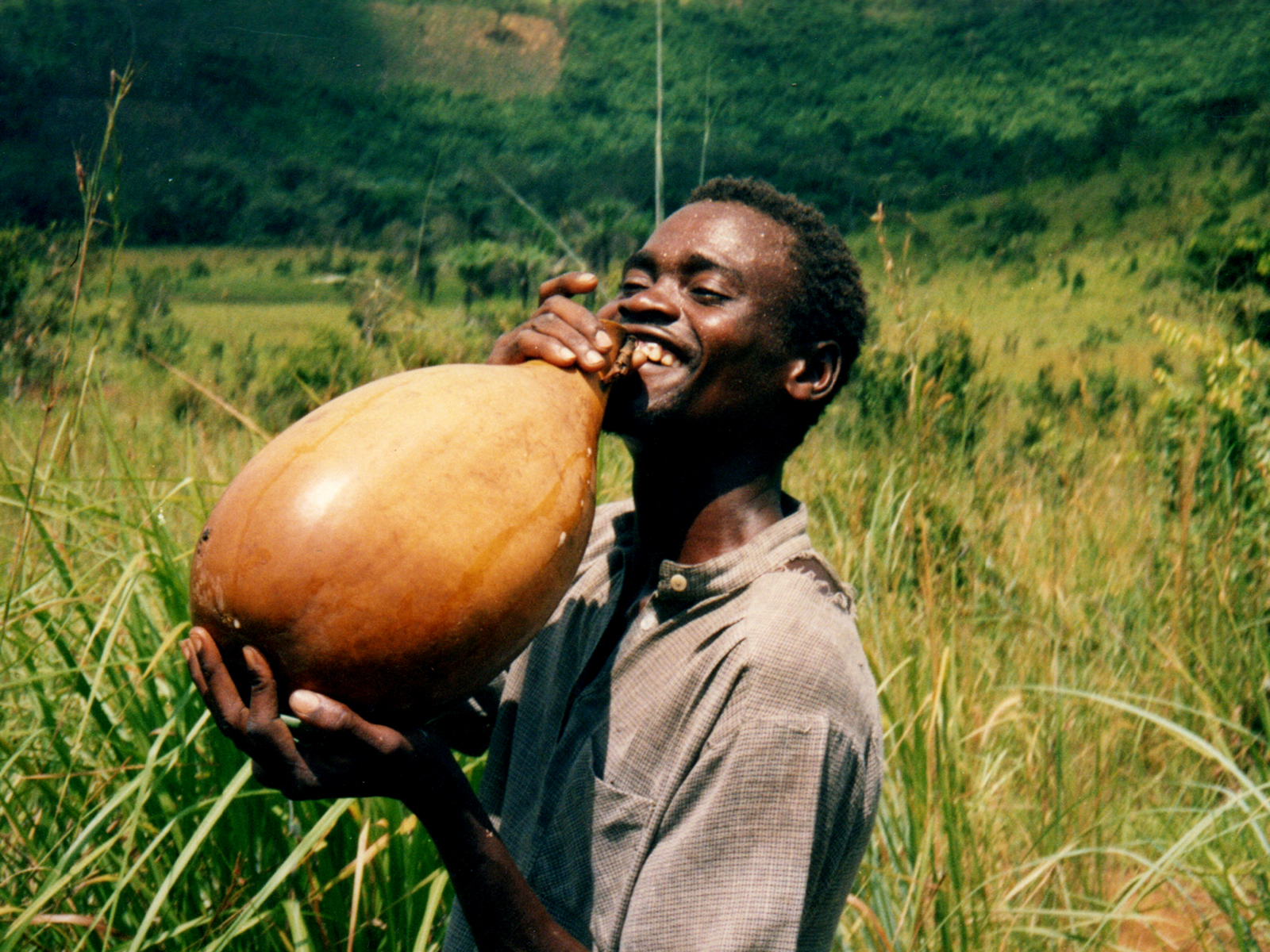
Wino palmowe przechowuje się często w naturalnych tykwach

Wino palmowe – napój alkoholowy produkowany z soku kwiatów wielu gatunków palm, znany pod różnymi nazwami w wielu krajach o klimacie tropikalnym.

## Produkcja
- Pierwszym etapem jest pobranie soku z naciętych łodyg kwiatów. Pod naciętą łodygą umieszcza się naczynie, do którego ścieka słodki, biały sok. Sok ten, nazywany w Indiach zwykle nira można pić jako schłodzony napój bezalkoholowy, zawiera on wiele cennych składników odżywczych.
- Fermentacja zgromadzonego soku odbywa się w sposób naturalny, dzięki drożdżom znajdującym się w powietrzu. Niekiedy dodaje się osad z poprzedniej fermentacji. Już po dwóch godzinach otrzymuje się aromatyczne słabe, słodkie wino kallu tamil: கள்ளு (4% alkoholu). Zwykle fermentacja trwa dłużej, do jednego dnia, dając w efekcie wino mocniejsze i bardziej wytrawne.

W niektórych regionach Indii wino palmowe jest odparowywane, dając w rezultacie brązowy cukier palmowy.
W niektórych częściach świata wino palmowe destyluje się, dając znacznie mocniejszy trunek, zwany arakiem. W Goa w Indiach z soku palmy kokosowej otrzymuje się po trzykrotnej destylacji wódkę zwaną feni.

## Nazwy
Zróżnicowanie w nazewnictwie według państw:
| Państwo/Terytorium            | Nazwa |
| ----------------------------- | --- |
| Bangladesz                    | তাড়ি taṛi, তাড়ু taṛu, tuak |
| Kambodża                      | Tuk tnout choo |
| Kamerun                       | mimbo, matango, mbuh |
| Chiny                         | 棕榈酒 (wymowa – zōng lǘ jiǔ) |
| Demokratyczna Republika Konga | malafu ya ngasi (Kikongo), masanga ya mbila (Lingala), vin de palme |
| Gabon                         | toutou |
| Gambia                        | singer |
| Ghana                         | doka, nsafufuo, palm wine, yabra, dεha (pronounced der 'ha) |
| Guam                          | tuba |
| Indie                         | kaLLu-ಕಳ್ಳು(Karnataka), Thati kallu తాటి కల్లు (Andhra Pradesh),(Tamil -கள்ளு-kallu)(കള്ള് – Kerala), Tadi (Bihar, Assam), Tãḍi (ତାଡ଼ି) (Orissa), Taadi (Marathi), toddy, tuak, Tari, neera, তাড়ি/তাড়ু taṛi/taṛu (Bengal) |
| Indonezja                     | arak, tuak (Batak), lapo tuak (Sumatra), ballo, saguer (Sulawesi) |
| Kenia                         | Mnazi |
| Kiribati                      | Karawe |
| Libia                         | lāgbi |
| Mali                          | bandji, sibiji, chimichama |
| Malezja                       | kallu (கள்ளு), nira (Sarawak), toddy, bahar (Sabah), goribon (Kudat) |
| Malediwy                      | Dhoaraa, Rukuraa, Meeraa |
| Mjanma                        | htan yay |
| Meksyk                        | tuba (garnirowane orzechami ziemnymi) |
| Nigeria                       | palm-wine, palmy, ukọt nsuñ, mmin efik, emu, oguro, tombo liquor, mmaya ngwo |
| Papua-Nowa Gwinea             | segero, tuak |
| Filipiny                      | tubâ, soom, lambanog (destylowane), bahal (Visaya) |
| Południowa Afryka             | ubusulu |
| Seszele                       | kalou |
| Sierra Leone                  | poyo |
| Sri Lanka                     | Raa (Sinhala), kallu (Tamil), panam culloo |
| Timor Wschodni                | tuaka lub tua mutin, brandy nazywa się tua sabu |
| Tuvalu                        | kaleve (niesfermentowane), kao (sfermentowane) |
| Wietnam                       | rượu dừa – wino kokosowe |
| Algieria / Tunezja            | lāgmi |